# Raphiptera argillaceellus
Raphiptera argillaceellus là một loài bướm đêm trong họ Crambidae.